# Henry Stapley
Henry „Harry” Stapley (ur. 29 kwietnia 1883 w Southborough, zm. 29 kwietnia 1937 w Glossop) – brytyjski piłkarz, olimpijczyk. Na letnich igrzyskach olimpijskich w 1908 w Londynie zdobył złoty medal. Strzelił bramki w spotkaniach ze Szwecją i Holandią. W spotkaniu z Holandią strzelił wszystkie 4 bramki.